# Peristicta aeneoviridis
Peristicta aeneoviridis är en trollsländeart som beskrevs av Philip Powell Calvert 1909. Peristicta aeneoviridis ingår i släktet Peristicta och familjen Protoneuridae. Inga underarter finns listade i Catalogue of Life.